# Modelowanie ramion
Modelowanie ramion (brachioplastyka) – zabieg z zakresu chirurgii plastycznej. Polega na odessaniu tkanki tłuszczowej z okolic mięśnia naramiennego, dwugłowego i trójgłowego ramienia. Za pomocą lipoplastyki usuwany jest nadmiar tkanki tłuszczowej z naturalnych zagłębień w dolnej granicy mięśnia naramiennego. Redukowana jest tkanka tłuszczowa w przyśrodkowej części ramienia.
Dla lepszego rezultatu, w uzasadnionych przypadkach oprócz liposukcji, wykonuje się przeszczep tkanki tłuszczowej w zależności od oczekiwanego rezultatu. Zabieg wykonywany jest w znieczuleniu ogólnym, bardzo często łączy się go z korekcją ginekomastii u mężczyzn.

## Przebieg operacji
Zabieg trwa ok. 2 godziny i wykonywany jest w znieczuleniu ogólnym. Po jego podaniu lekarz wykonuje odpowiednie nacięcia, najczęściej po wewnętrznej stronie lub z tyłu ramion. Kolejnym krokiem jest naniesienie odpowiednich konturów, nadmiar skóry jest usuwany, nadmiar tkanki tłuszczowej jest wycinany lub odsysany za pomocą liposukcji. Ostatnim krokiem jest założenie szwów w miejsce powstania nacięć, mogą być również umieszczone dreny w celu odprowadzenia nadmiaru płynów oraz krwi na zewnątrz.